# تعقیب (فیلم ۱۹۹۴)
تعقیب (به انگلیسی: The Chase) فیلمی محصول سال ۱۹۹۴ و به کارگردانی آدام ریفکین است. در این فیلم بازیگرانی همچون چارلی شین، کریستی سوانسون، هنری رالینز، جاش ماستل، ری وایز، راکی کرول، مارشال بل، کلودیا کریستیان، کری الویس، فلی، آنتونی کیدیس، ران جرمی و مارکو پرلا ایفای نقش کرده‌اند.